# HOXA1
HOXA1 (англ. Homeobox A1) – білок, який кодується однойменним геном, розташованим у людей на короткому плечі 7-ї хромосоми. Довжина поліпептидного ланцюга білка становить 335 амінокислот, а молекулярна маса — 36 641.
| 10         |  | 20         |  | 30         |  | 40         |  | 50         |
| ---------- |  | ---------- |  | ---------- |  | ---------- |  | ---------- |
| MDNARMNSFL |  | EYPILSSGDS |  | GTCSARAYPS |  | DHRITTFQSC |  | AVSANSCGGD |
| DRFLVGRGVQ |  | IGSPHHHHHH |  | HHHHPQPATY |  | QTSGNLGVSY |  | SHSSCGPSYG |
| SQNFSAPYSP |  | YALNQEADVS |  | GGYPQCAPAV |  | YSGNLSSPMV |  | QHHHHHQGYA |
| GGAVGSPQYI |  | HHSYGQEHQS |  | LALATYNNSL |  | SPLHASHQEA |  | CRSPASETSS |
| PAQTFDWMKV |  | KRNPPKTGKV |  | GEYGYLGQPN |  | AVRTNFTTKQ |  | LTELEKEFHF |
| NKYLTRARRV |  | EIAASLQLNE |  | TQVKIWFQNR |  | RMKQKKREKE |  | GLLPISPATP |
| PGNDEKAEES |  | SEKSSSSPCV |  | PSPGSSTSDT |  | LTTSH      |  |            |

A: Аланін

C: Цистеїн

D: Аспарагінова кислота

E: Глутамінова кислота

F: Фенілаланін

G: Гліцин

H: Гістидин

I: Ізолейцин

K: Лізин

L: Лейцин

M: Метіонін

N: Аспарагін

P: Пролін

Q: Глутамін

R: Аргінін

S: Серин

T: Треонін

V: Валін

W: Триптофан

Кодований геном білок за функцією належить до білків розвитку. 
Задіяний у таких біологічних процесах, як транскрипція, регуляція транскрипції, альтернативний сплайсинг. 
Білок має сайт для зв'язування з ДНК. 
Локалізований у ядрі.